# Cundien
Cundien is een bestuurslaag in het regentschap Aceh Besar van de provincie Atjeh, Indonesië. Cundien telt 325 inwoners (volkstelling 2010).